# Кабаньес, Мануэл
Мануэл де Кабаньес (кат. Manuel de Cabanyes, 27 января 1806, Виланова-и-ла-Желтру, провинция  Барселона — 16 августа 1833, Виланова-и-ла-Желтру) — испанский поэт.
Каталонец. Забытому и малоизвестному при жизни поэту воздвигли в 1890 на его родине статую. Его посмертной славе способствовали Менендес Пеляйо и другие критики, восхищавшиеся оригинальностью автора в «Preludios de mi lira», «La misa nueva», «A Marcio», «El colera morbo asiatico». «A Cintio» и др. Кабаньес немного напоминает Уго Фосколо; страстность и искренность отводят ему место среди выдающихся сатириков.